# Chrysopa navasi
Chrysopa navasi är en insektsart som beskrevs av Marc Lacroix 1916. Chrysopa navasi ingår i släktet Chrysopa och familjen guldögonsländor. Inga underarter finns listade i Catalogue of Life.